# العلاقات الجنوب سودانية الليبيرية
العلاقات الجنوب سودانية الليبيرية هي العلاقات الثنائية التي تجمع بين جنوب السودان وليبيريا.

## مقارنة بين البلدين
هذه مقارنة عامة ومرجعية للدولتين:
| وجه المقارنة                                              | جنوب السودان                  | ليبيريا      |
| --------------------------------------------------------- | ----------------------------- | ------------ |
| المساحة (كم2)                                             | 619.75 ألف                    | 111.37 ألف   |
| عدد السكان (نسمة)                                         | 12.58 مليون                   | 4.73 مليون   |
| الكثافة السكانية (ن./كم²)                                 | 20.3                          | 42.47        |
| العاصمة                                                   | جوبا                          | مونروفيا     |
| اللغة الرسمية                                             | لغة إنجليزية                  | لغة إنجليزية |
| العملة                                                    | جنيه جنوب سوداني، جنيه سوداني | دولار ليبيري |
| الناتج المحلي الإجمالي (بليون دولار)                      | 2.90 مليار                    | 2.16 مليار   |
| الناتج المحلي الإجمالي (تعادل القوة الشرائية) بليون دولار | 22.88 مليار                   | 3.76 مليار   |
| الناتج المحلي الإجمالي الاسمي للفرد دولار أمريكي          | 73                            | 455          |
| الناتج المحلي الإجمالي للفرد دولار أمريكي                 | 2.02 ألف                      | 842          |
| مؤشر التنمية البشرية                                      | 0.467                         | 0.430        |
| رمز المكالمات الدولي                                      | +211                          | +231         |
| رمز الإنترنت                                              | .ss                           | .lr          |
| المنطقة الزمنية                                           | ت ع م+03:00                   | 00           |

## منظمات دولية مشتركة
يشترك البلدان في عضوية مجموعة من المنظمات الدولية، منها:
| علم المنظمة | اسم المنظمة                               | تاريخ انضمام جنوب السودان | تاريخ انضمام ليبيريا |
| ----------- | ----------------------------------------- | ------------------------- | -------------------- |
|             | مؤسسة التنمية الدولية                     | 18 أبريل 2012             | 28 مارس 1962         |
|             | البنك الإفريقي للتنمية                    | ?                         | ?                    |
|             | مؤسسة التمويل الدولية                     | 18 أبريل 2012             | 28 مارس 1962         |
|             | الأمم المتحدة                             | 14 يوليو 2011             | 2 نوفمبر 1945        |
|             | الاتحاد الدولي للاتصالات                  | 3 أكتوبر 2011             | 10 أكتوبر 1927       |
|             | منظمة الشرطة الجنائية الدولية             | ?                         | ?                    |
|             | البنك الدولي للإنشاء والتعمير             | 18 أبريل 2012             | 28 مارس 1962         |
|             | الاتحاد البريدي العالمي                   | ?                         | ?                    |
|             | المركز الدولي لتسوية المنازعات الاستشارية | 18 مايو 2012              | 16 يوليو 1970        |
|             | وكالة ضمان الاستثمار متعدد الأطراف        | 18 أبريل 2012             | 12 أبريل 2007        |
|             | الاتحاد الأفريقي                          | ?                         | ?                    |
|             | يونسكو                                    | 27 أكتوبر 2011            | 6 مارس 1947          |

## وصلات خارجية
- موقع وزارة الخارجية الجنوب سودانية
- موقع وزارة الخارجية الليبيرية